# 温布利球场
溫布萊球場（英語：Wembley Stadium）是一個位於英格蘭倫敦的溫布利的專業足球場。它於2007年啟用，建在舊溫布萊球场原址上。舊溫布利球場曾是世界上最知名的足球體育場，因地理位置處於英格蘭首府倫敦，因此成為英格蘭足球代表隊的主場。曾五度主辦歐洲冠軍球會盃（現時的歐洲聯賽冠軍盃）決賽，是十七個主辦世界盃足球賽決賽的球場之一。在2003年，新球場工程開工，原先球場的結構則被拆毀，原本預計於2006年完工，但後來延期到2007年上旬，最後於2007年3月9日完工，溫布利球場上的天幕所佔面積是全球第一大，從溫布利球場的看台對面可眺望到溫布利體育館，球場的擁有權交給了英格蘭足球總會。
現今溫布利球場擁有 90,000 個座位，是英國最大的體育場，也是歐洲第二大體育場，僅次於巴塞隆納的魯營球場，因此被廣泛認為是世界上最具標誌性的足球場之一。

## 建築

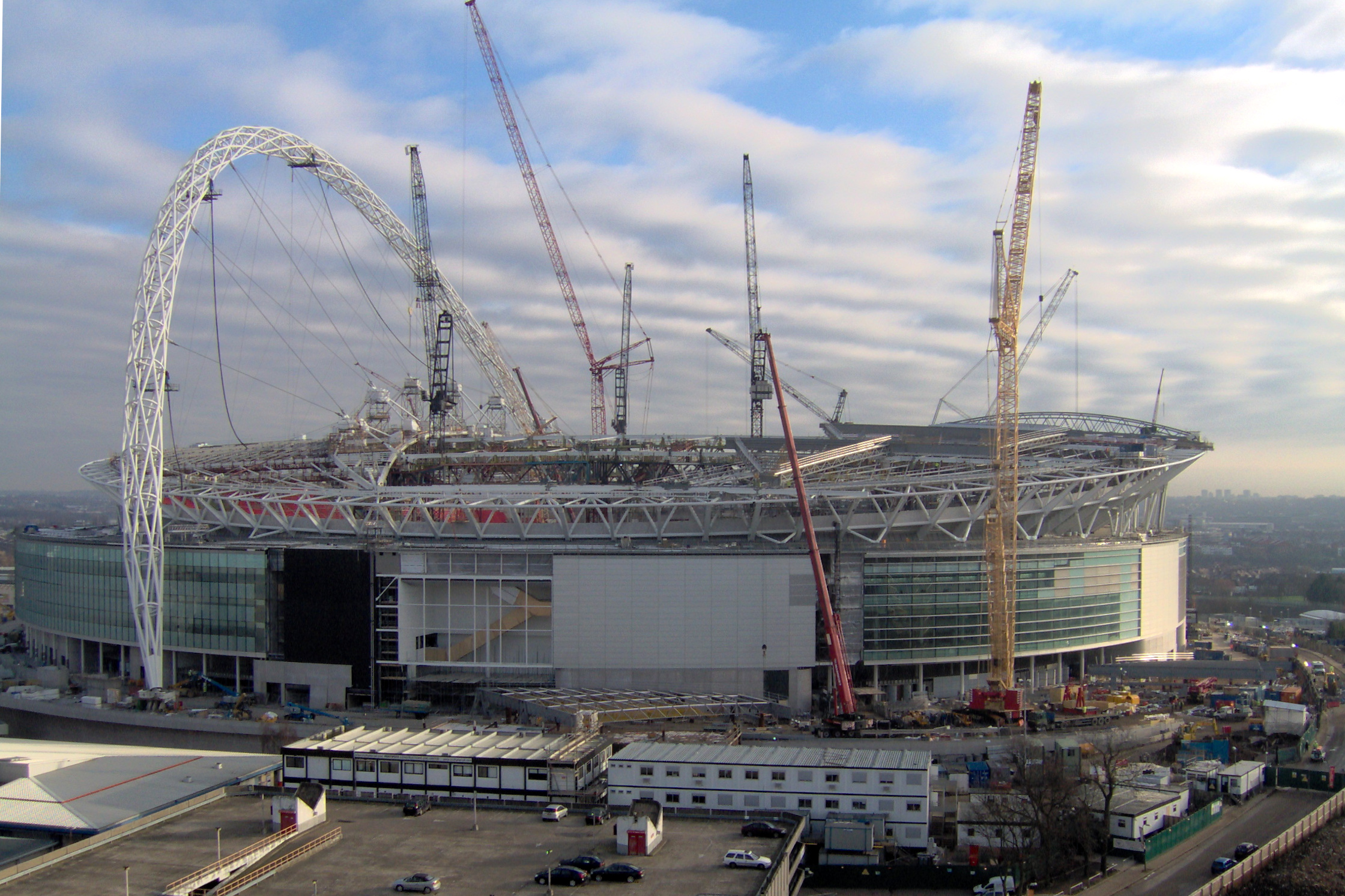
從東邊觀看2006年1月球場建設中的樣貌。

溫布萊球場由HOK體育及福斯特建築事務所規劃設計。工程由莫特麥當勞顧問公司承辦，宏色達有限公司負責建築，英格蘭體育組織、温布利國家球場有限公司、英格蘭足球總會、数字化、文化、媒体和体育部及倫敦發展機構出資興建。這是英國建造費用最昂貴項目，造價為7.98億英鎊（約15.7億美元），有蓋座位總數為全球之冠。
溫布萊為一個全席90,000個座位的碗形設計（用於運動會及演唱會除外）的球場，設有一個可活動的蓋頂，讓觀眾免遭風吹雨打。球場亦可用作運動會場地，只要在最低一層座位之上臨時加上一個平台即可。橫跨球場之上的拱門建築是溫布萊的一大特色，這道拱門結構內圓周長7米，離地最高133米（436英呎），跨度為315米（1,033英呎），並以22度角傾斜。拱門支撐了北面看台蓋頂全部和南面看台蓋頂百分之六十的重量。拱門是世界上最大無支撐的拱門 。大堂系統預設給運動會使用，但容納觀眾減少至60,000人。以往在舊溫布萊，職球員只需攀上39級樓梯即可到達皇室包廂（Royal Box）領取獎項，但在新溫布萊要走上107級。
溫布萊的重建計劃原定於2000年聖誕節前展開，當時預計在2003年完成，但因為財政及法律問題而多番延期。原定在2006年5月13日開幕，並以該年的足總盃決賽作為球場的開幕禮，但後來卻有未能如期完成建設的憂慮。2007年3月9日，球場終於完建並交付英格蘭足總，整個重建計劃（包括融資成本及重新發展區內的交通基建）共耗資10億英磅。
2005年10月，體育部長理查·卡波恩(Richard Caborn)表示：「他們說可以舉辦足總盃，但是障礙如有六呎深積雪那麼厚。」 2005年12月建築者發現有潛在危險，因而未能在球場舉行決賽。2006年2月，英格蘭足球總會決定將決賽在卡迪夫的千禧球場舉行。

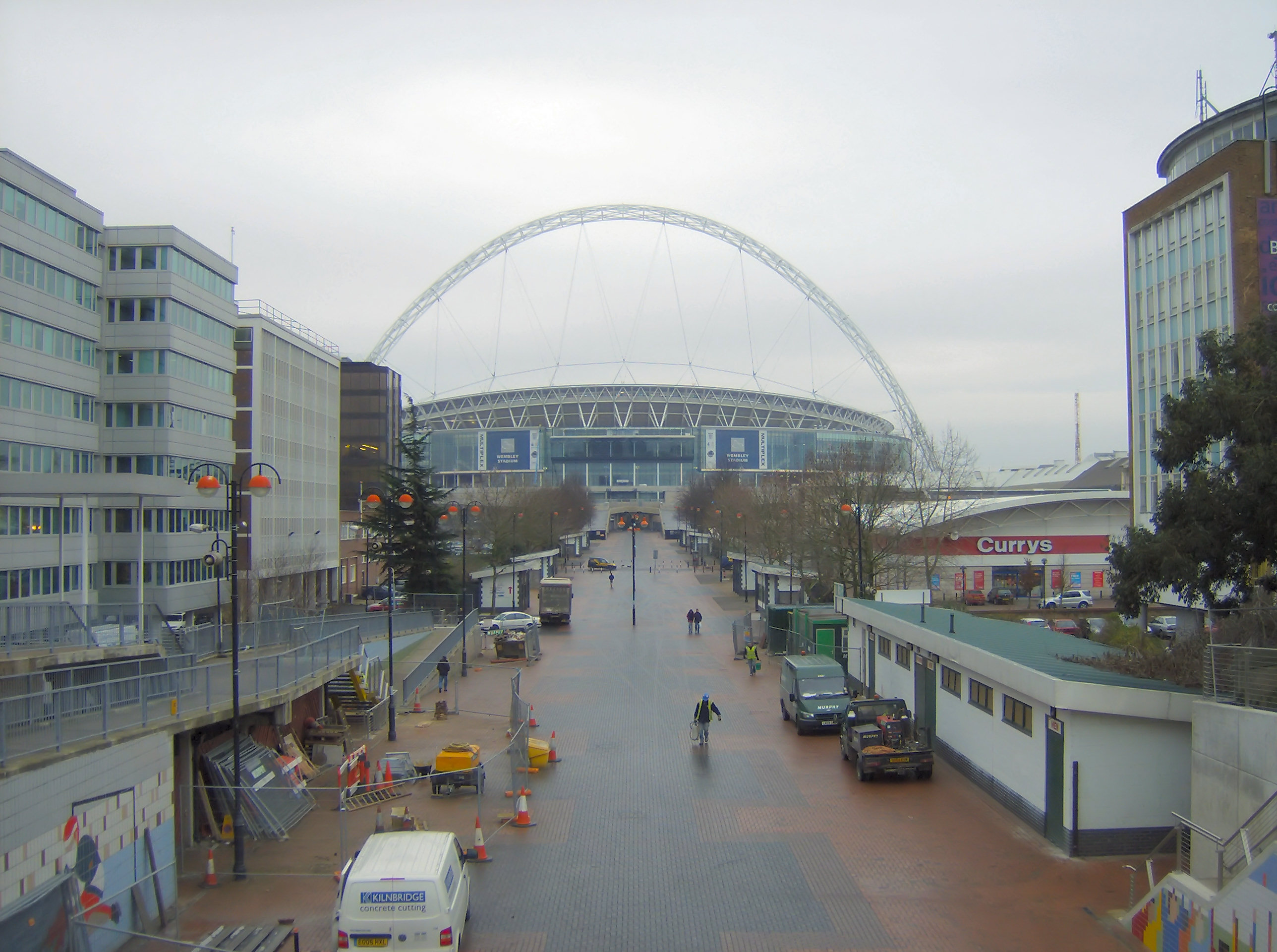
从新温布利大街南望新球场，2007年1月

2003年，球場已經出現較預期延遲的情況。GMB Union領導人Steve Kelly表示在水管出現問題，曾會盡快維修。球場建造商Multiplex發現人時表示：「建造球場時遇上各種難題。」他們亦表示球場在2006年3月31日完成。
2006年3月30日建築商表示在球場在2007年前未能夠使用。所有比賽及表演將改在其他相應的地方舉行。2006年7月19日公佈球場已經舖設好草地。2006年10月19日宣佈解決英格蘭足球總會和Multiplex兩者之間的問題，可以在2007年早期正式使用。英格蘭足總子公司WNSL表示Multiplex支付3600萬磅，解決成本上漲問題。這使球場可以在2007年5月19日為英格蘭足總盃決賽使用。球場官方發言人表示在3月3日開放給市民觀看，不過最終延期至3月17日開放。2007年3月9日，主辦人認為球場可以準備足總盃賽事，表演及其他活動。
雖然場館仍未建成，但是EA Sports將温布利球场在遊戲《FIFA 07》中登場。

### 結構

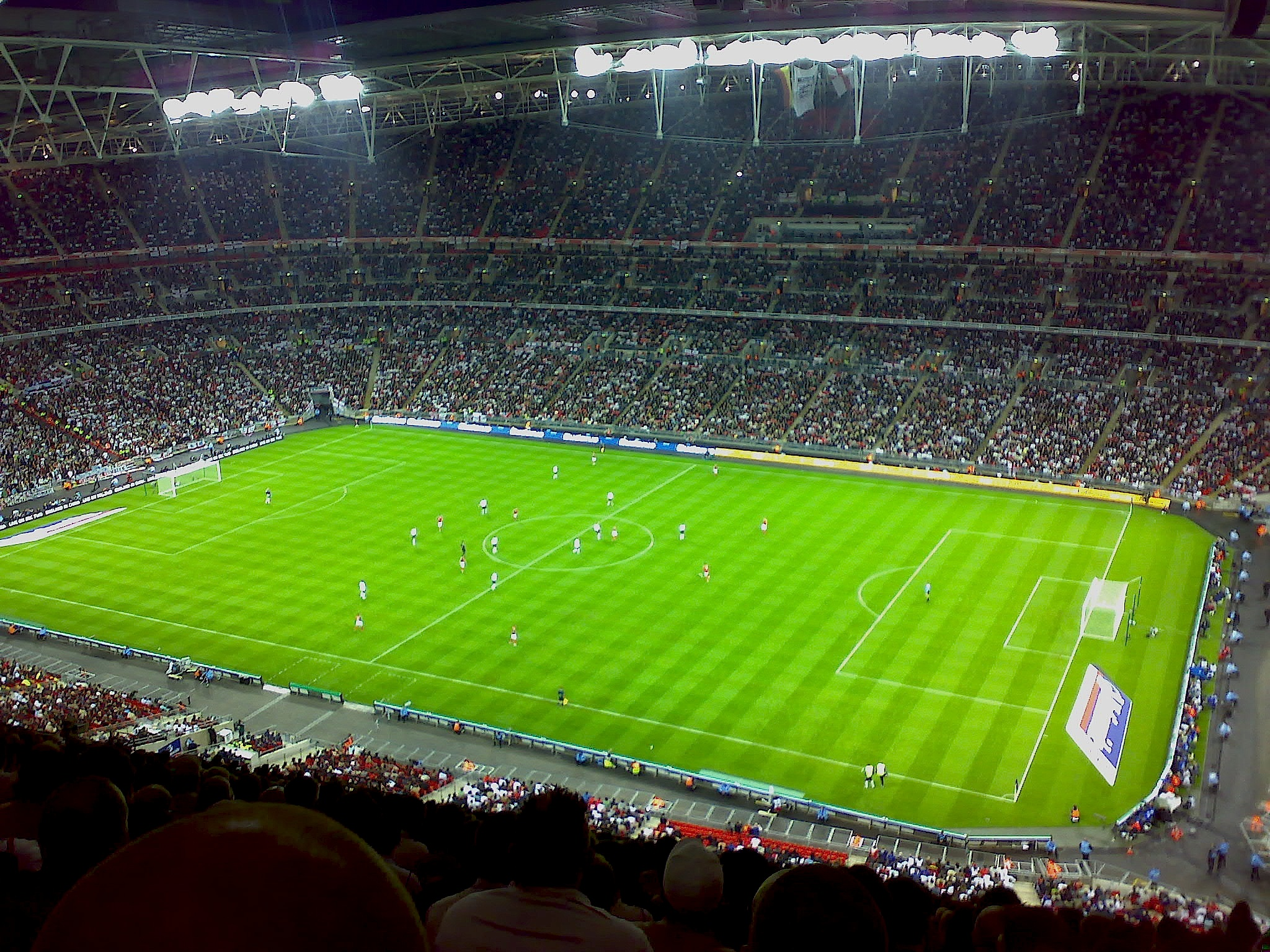
球場內部

- 全席90,000座，是全歐洲第二大的球場，每個座位均有頂蓋覆蓋。看台共分三层，下层34,303个座席，中层16,532个座席，上层39,165个座席。[19]
- 球場擁有2,618個廁所，較世界上任何場館都多。[20]
- 球場的圓周長達1公里。[21]
- 在巔峰時期，超過3,500名工人在地盤工作。[22]
- 4,000个单独的区块构成了球场的基石[21]，最深的地方达35米。[21]
- 球場有35哩電纜。[21]
- 建造新球場是總共花了90,000立方米混凝土及 23,000噸鋼鐵。[21]
- 扶手電梯總長達400米。[21]
- 兩個大電視螢幕是面積相於600台電視機。[21]

### 球場
新球場較舊球場高度低13呎。球場的長度是105米(115碼)及68米(75 yards)闊，較舊球場為狹窄。

### 上蓋

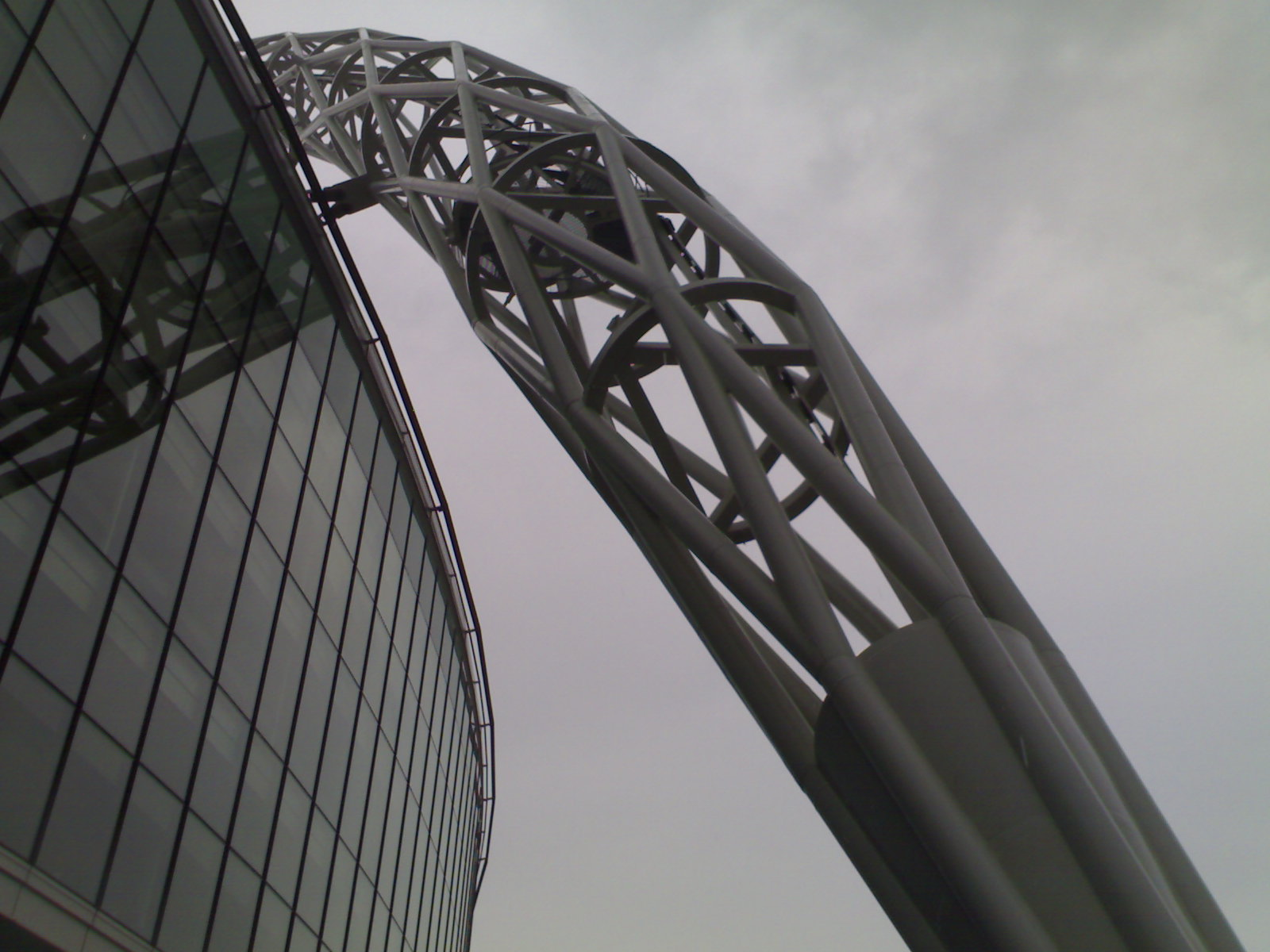
拱門外部

7000噸上蓋佔11公畝，四個上蓋均可以移動。

### 座位
比較舊球場球場有更多支柱。

## 用途
英格蘭足球隊是球場主要租用者。英格蘭足球總會在2007年5月10日舉辦英格蘭聯賽盃。其他在温布利球场舉行的足球比賽英格兰足球联赛升級資格賽英格蘭聯賽錦標決賽已經返回温布利，包括英格蘭足球協會聯賽季後賽決賽。另外，聯盟式欖球挑戰盃決賽將會在返回温布利球场。球場亦是Live Earth氣候危機演唱會其中一個舉辦地點。
新的温布利球场亦为2012年夏季奧林匹克運動會发挥主要作用，並承担部分男子及女子足球比賽項目，決賽亦曾在此球場舉行。
健力士超級欖球聯賽的雙料娛樂主要在Twickenham，在2007-08年球季可在温布利球场舉行。比賽包括了四支球隊倫敦愛爾蘭人、倫敦黃蜂、撤拉森人及Harlequins。
2007年10月28日下午五時，温布利將會舉行NFL北美州以外舉行的賽事，由纽约巨人對邁阿密海豚。首4萬張門票在90分鐘內售罄
2007年世界車王爭霸賽在此球場舉辦。
2017年至2018年英格蘭足球超級聯賽，温布利球场作爲的臨時主場，原因為熱刺會在此期間在白鹿徑球場附近修建一個新主場，該新球場已於2019年4月3日啟用。

## 音樂

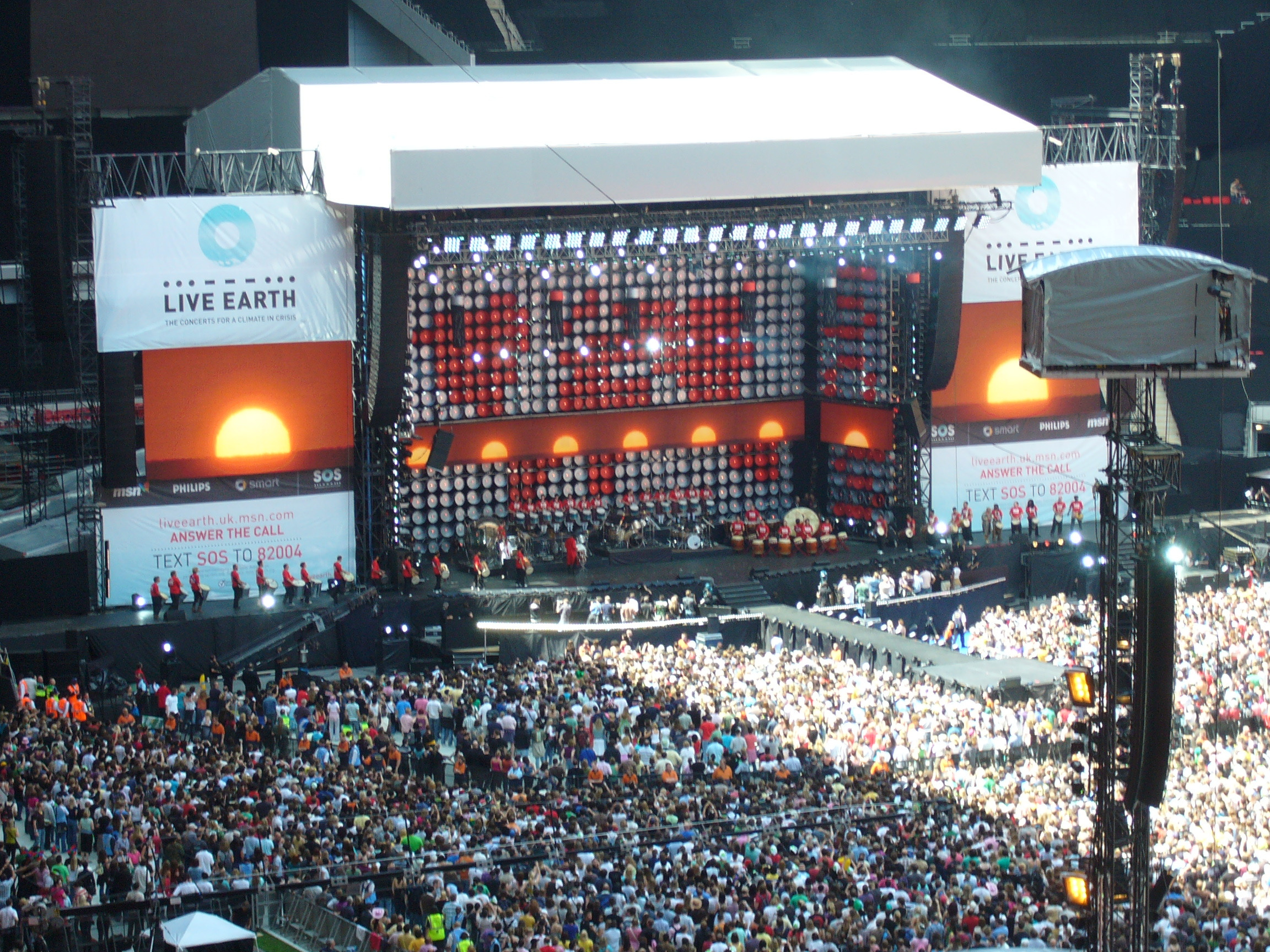
2007年7月在溫布萊球場舉辦Live Earth氣候危機演唱會的看台

除了足球比賽，球場還舉辦世界頂尖歌手的演唱會，被稱為「夢想舞台」。繆斯在2007年6月16日及17日表演，這是第一次有樂隊在球場表演。7月1日舉行戴安娜王妃逝世10周年紀念的紀念戴安娜音樂會。金属乐队在7月8日舉行Sick of the Studio 07演唱會。Live Earth氣候危機演唱會于2007年7月7日在此舉行。

### 演唱會
- 乔治·迈克尔－2007年6月9日及6月10日（第一場在溫布萊球場舉辦的演唱會）
- 繆斯－2007年6月16日及6月17日（在正統上是第一場在溫布萊球場舉辦的演唱會）
- 紀念戴安娜音樂會－2007年7月1日
- Live Earth氣候危機演唱會－2007年7月7日
- －2007年7月8日
- Foo Fighters（幽浮一族）-2008年6月7日，2008年6月8日
- 麦当娜－2008年9月11日
- 酷玩樂團 - 2009年9月18日，2009年9月19日舉辦Viva la Vida Tour
- One Direction－2014年6月6日，2014年6月7日，2014年6月8日
- 阿姆－2014年7月11日[28]
- 酷玩樂團 - 2016年6月15日，2016年6月16日，2016年6月18日，2016年6月19日舉辦A Head Full Of Dreams Tour
- Adele-2017年7月2日
- 泰勒絲– 2018年6月22日，2018年6月23日
- 防彈少年團– 2019年6月1日，2019年6月2日（第一个亚洲歌手在溫布萊球場舉辦的演唱會）
- 酷玩樂團 - 2022年8月12日，2022年8月13日，2022年8月16日，2022年8月17日，2022年8月20日，2022年8月21日舉辦Music of the Spheres World Tour
- 泰勒絲– 2024年6月21日，2024年6月22日，2024年6月23日，2024年8月15日，2024年8月16日，2024年8月17日，2024年8月19日，2024年8月20日
- 酷玩樂團 - 2025年8月22日，2025年8月23日，2025年8月26日，2025年8月27日，2025年8月30日，2025年8月31日，2025年9月3日，2025年9月4日，2025年9月7日，2025年9月8日舉辦Music of the Spheres World Tour(有史以來單次在此場館舉辦演唱會場次最多藝人共計10場，同時單輪巡演在此場館舉辦演唱會最多的藝人共計16場）
- Blackpink－2025年8月15日，2025年8月16日

## 温布利球场的第一次

### 足球
- 第一場足球比賽是3月17日舉行的Geoff Thomas Foundation Charity XI及Wembley Sponsors Allstars。 Geoff Thomas Foundation Charity XI以2-0勝出 (得分者是Mark Bright和Simon Jordan).。第一名得分者是Mark Bright。
- 第一場由職業足球運動員的正式比賽是2007年3月24日英格蘭U-21對意大利U-21，最終以3-3完場。官方的進場記錄是55,700人（雖然6萬張門票在預售時售罄） 這是21歲以下國際賽最多觀眾進場記錄。[29]

- 第一場在國際足協認可比賽得分的球員是意大利前鋒詹保羅．柏仙尼，在英格蘭及意大利21歲以下賽事在28秒取得一樣。柏仙尼下半場再進兩球，演出帽子戲法。Pazzini取得兩項紀錄，分別是最快入球及第一個在新溫布萊球場演出帽子戲法。第一名進球的英格蘭球員是，他是憑自由球取得入球。[29]
- 第一個點球射失及第一張紅牌是在足球協會全國聯賽附加賽決賽艾斯特城對莫克姆出現。這個點球被艾斯特城門將Paul Jones救出莫克姆前鋒Wayne Curtis的射球。首球紅牌由球證Matthew Gill給予艾斯特城球員[30]。

- 2007年5月12日，舉行英格蘭足球第一場盃賽決賽是英格蘭足總錦標決賽由京达米士特對梳士貝利。 京达米士特前鋒James Constable取得英格蘭足總錦標第一個入球。京达米士特亦是首支球隊在新舊温布利球场角逐球隊。比賽可客納9萬人，兩隊球隊有15,000及2萬人支持者，總觀眾為53,262人。梳士貝利是一支球隊在新溫布萊球場決賽比賽中勝出。
- 第一名球隊在新舊温布利球场作賽球員是Steve Guppy (效力梳士貝利)及Jeff Kenna (效力京达米士特)。前英格蘭國家隊成員Guppy是第一名球員在新舊球場取得勝利。
- 第一場温布利球场舉行的英格蘭足總盃總決賽在2007年5月19日舉行，是為曼聯對。車路士憑杜奧巴取得唯一入球勝出，成為第一名球員在新球場的足總盃決賽入球。
- 第一場國家隊比賽是2007年7月1日舉行的英格蘭對巴西。隊長取得英格蘭在新温布利球场的第一個入球。迪亞高是第一名球員在客場取得入球，賽果是雙方1-1打成平手。
- 第一場正式的國際賽在2007年9月8日舉行。由英格蘭對以色列。
- 溫布萊球場2011年5月28日舉行第一場重建後的歐聯決賽。
- 英冠附加賽（由打比郡對西布朗）在2007年5月28日舉行。打比郡在61分鐘憑Stephen Pearson的入球1-0擊敗對手。打比郡取得升級席位，及因升上英超價值6千萬英鎊的收益，包括電視轉播費，更多的門劵收入及商業贊助。[31]

### 音樂
- 乔治·迈克尔成為第一個表演的歌手。[32]
- 繆斯成為首次在温布利球场表演兩次的樂隊，分別在2007年7月16日及7月17日舉行，也是首位在温布利球场售罄門票的表演樂隊。
- 防彈少年團成為第一個站上溫布利球場且完售的亞洲藝人。
- 泰勒·斯威夫特是溫布利球場首位在同一巡回演唱會中舉辦8場演出的歌手，也是女性歌手中首位達成此成就的。
- 酷玩樂團是溫布利球場首位連續舉辦10場演出的藝人，同時也是同一巡迴演唱會舉辦16場（2022年6場，2025年10場）演出的藝人，打破溫布利球場連續舉辦演唱會場次記錄以及同一巡演演唱會舉辦場次記錄。

### 其他體育
- 2007年10月28日紐約巨人將會與邁阿密海豚舉行在歐洲第一次國家美式足球聯盟常規賽（不過這並不是第一次將常規賽在美國以外地區舉行，在2005年球季，亞利桑那紅雀與三藩市49人在墨西哥城比賽）舊的温布利球场曾在1986年-1993年舉行美洲碗系列賽。[33]
- 2007年10月15日，NFL行政員Roger Goodell表示將來的某天，温布利球场可以舉辦超級碗比賽。[34]

## 外部連結
- 溫布萊球場官方網站
- Wembley Stadium Forum for all Past, Present and Future events
- Description at sportsvenue-technology.com
- Wembley trivia （页面存档备份，存于）
- Virtual tour （页面存档备份，存于）
- Wembley Stadium Pictures on Flickr  （页面存档备份，存于）
- NFL at Wembley Stadium photos （页面存档备份，存于）

| 前任： 千禧球場 (威爾斯卡迪夫)                     | 英格蘭足總盃 決賽舉行場地 2007年-        | 繼任： 現時                                |
| 前任： 巴拿貝球場 (西班牙馬德里)                   | 歐洲聯賽冠軍盃 決賽舉行場地 2010-11年    | 繼任： 安聯競技場 (德國慕尼黑)             |
| 前任： 國家體育場 北京                             | 夏季奥林匹克运动会足球比赛 決賽場地 2012 | 繼任： 馬拉簡拿運動場 里約熱內盧           |
| 前任： 安聯球場 (德國慕尼黑)                       | 歐洲聯賽冠軍盃 決賽舉行場地 2012-13年    | 繼任： 盧斯球場 (葡萄牙里斯本)             |
| 前任： · 法蘭西體育場 · （ 法國巴黎）              | 歐洲國家盃 决赛场地 2020年               | 繼任： · 柏林奥林匹克体育场 · （ 德国柏林) |
| 前任： 阿塔图尔克奥林匹克体育场 (土耳其伊斯坦布尔) | 歐洲聯賽冠軍盃 決賽舉行場地 2023-24年    | 繼任： 安联球场 (德国慕尼黑)               |